# Antonio Beltrán Casaña
 (octobre 2016).
Si vous disposez d'ouvrages ou d'articles de référence ou si vous connaissez des sites web de qualité traitant du thème abordé ici, merci de compléter l'article en donnant les références utiles à sa vérifiabilité et en les liant à la section « Notes et références ».
Pour les articles homonymes, voir Beltran.
Beltrán  Casaña est un nom espagnol. Le premier nom de famille, en général paternel, est Beltrán ; le second, en général maternel, souvent omis, est Casaña.
Antonio Beltrán Casaña, né le 8 mars 1897 à Canfranc et mort le 6 août 1960 au Mexique, est un militant communiste espagnol, membre du Parti communiste d'Espagne (PCE) et dirigeant militaire des forces républicaines pendant la guerre civile espagnole.

## Biographie
Il nait le 8 mars 1897 dans la ville de Canfranc dans le district de Jaca, il est le fils de Gregory Beltran Casajús et Anacleta Casaña Lacué. Il fait ses études à l'École Municipale de Canfranc.
En 1911, sa famille l'envoie dans sa famille installée aux États-Unis à Flagstaff en Arizona aux États-Unis il y reste jusqu'en 1915, il part pour le Mexique, durant la révolution, pour rejoindre les troupes de Pancho Villa, il participe à la bataille de Columbus le 9 mars 1916. Il décide  après d'abandonner l'armée révolutionnaire de déménage au Canada, il travaille comme bûcheron.
Avec l'entrée des États-Unis à la Première Guerre mondiale, il l'enrôle comme volontaire dans les unités militaires américaines sur le front français, il arrive en France en été 1917. Il obtient une médaille en 1918, il rentre plus tard à Canfranc.
Le 22 mars 1926 il épouse Bescós Jarne, ces années il fait de la contrebande de marchandises avec la France. En 1928, il déménage à Buenos Aires puis à Rosario en Argentine.
Il revient à Jaca et s'investit dans la politique régionale. Durant la révolte républicaine, il entre en contact le capitaine Fermín Gallant Rodriguez. Il sera responsable de la réquisition de camions qui se prendra à la colonne rebelle à Huesca.
Le vendredi 12 décembre 1930 a lieu le soulèvement, il y participe à Huesca. Après la victoire des candidats républicains aux élections municipales de 1931 la Seconde République est proclamée. Le 19 avril, les insurgés de Jaca, militaires et civils, sont honorés à Barcelone.
Le soulèvement militaire se produit le 17 juillet 1936 des territoires espagnols de l'Afrique du Nord ce qui conduit à la guerre civile espagnole. Le 19 juillet la garnison de Jaca rejoint le soulèvement et des affrontements se produisent dans les rues avec des groupes de civils. Antonio Beltran, situé à Canfranc, décide de traverser la frontière vers la France. Il revient en Espagne par la Catalogne à Barcelone. Là, il rejoint le Parti socialiste de Catalogne. Il crée un bataillon et se dirigent vers l'Aragon à Barbastro pour reconquérir la partie insurgée d'Aragon.
Son groupe reçoit de renforts et parvient à Jaca et gère la stabilisation du front à Huesca, empêchant les rebelles se déplacer vers Barbastro. Son bataillon est renommé le 2e brigade Aragonais. Il organise la résistance dans la région, avec de nombreuses batailles. En mars 1938, l'armée nationaliste attaque le secteur sud du front d'Aragon. Le 29 mars 1938 Balastro tombe. Le 3 avril 1938, la ville de Lleida tombe. Sa brigade est acculée contre la frontière française dans les Pyrénées dans la région de Bielsa.
Le 16 juin 1938 les dernières unités de la 43e division traverser la frontière française, après l'évacuation de la population civile à travers le passage de Bielsa. 411 hommes restent en France alors que 6889 hommes demandent de revenir aux lignes républicaines. Le 17 juin les hommes traversent la frontière à Port-Bou.
La 43e division se réorganise à Figueras et se dirige vers l'Ebre et participe à la bataille de l'Ebre. Le 1e septembre 1938, la division fait l'objet d'un hommage singulier par le Gouvernement de la République, comme un ensemble de timbres est émis en son honneur.
Le 23 décembre 1938, il combatte dans la région de Seròs. Toutes les unités tombent aux combats et sont complètement désorganisés, étant une résistance impossible et organisée. Antonio Beltrán prend sa retraite avec le reste de l'unité vers Reus, puis Tarragone et Barcelone. Dans sa division il reste 300 hommes. Beltrán passe la frontière et est admis au camp de réfugiés de Saint-Cyprien.
En avril 1939, ill part pour l'Union soviétique à Leningrad puis à Moscou. Là il fait des études à l'Académie militaire de Frounzé. Avec l'entrée en guerre de l'URSS contre Troisième Reich après l'invasion allemande, le 22 juin 1941, Antonio Beltrán rejoint l'armée soviétique.
Après la guerre il retourne en France à Toulouse. Il est chargé de l'organisation de la guérilla espagnole anti-Franco en Espagne, le réseau se compose essentiellement d'anarchistes. En septembre 1950, il a été arrêté par les autorités françaises. Il est expulsé, ainsi que plusieurs communistes espagnols, en Corse. En juin 1952, il revient sur le continent, via Marseille.
En 1953, il traverse l'Atlantique et part en Amérique latine, il traverse l'Argentine, le Brésil, l'Uruguay, la Bolivie, le Pérou et Cuba, il termine son voyage au Royaume-Uni en 1955 ou il demande l'asile politique. Il passe par la Belgique, il revient en France pis retourne au Mexique en 1956.
Il meurt le 6 août 1960. Il est enterré au Panthéon espagnol du Mexique, son cercueil est enveloppé dans le drapeau tricolore républicain.